# ホールインワン (菓子)
『ホールインワン』は、1926年より虎屋から発売されている和菓子。発売当初は『ゴルフ最中』（ゴルフもなか）の名称であり、1934年に『ホールインワン』に改称された。ゴルフボール表面の凹み（ディンプル）まで模した形状が特徴である。
考案者は岩崎小弥太夫人である岩崎孝子だと言われている。
日本国内にゴルフ場が建設されたのは1901年。1926年時点ではゴルフは「上流階級が楽しむスポーツ」であった。当時、岩崎邸では宮家、軍の将校、日本国外の賓客などを招いて催されるパーティーが頻繁に開催されていた。ある日、箱根の岩崎家別邸のゴルフ場で大会が開催され、ゴルフ大会後にパーティーが開催されることになった。そこで孝子夫人は親しい客を驚かせるために「ゴルフボールの形をした菓子を配る」ことを思いつき、東京の虎屋に相談。ホールインワンの原型が誕生した。当時、日本国産のゴルフボールは質が悪く、日本国外からの質の良い輸入品は希少であった。岩崎家が特注のゴルフボールを土産に用意してくれたと考えたパーティーの参加者はこれを喜んだが、箱を開けてみると菓子であり、パーティーを大いに盛り上げることになった。
当初は生菓子や羊羹を木型に入れることで製作していたが、表面のディンプルの再現が難しく、12個（1ダース）製造するのに1時間を要していた。後に、虎屋15代目・黒川武雄が最中にすることを提案し、一般向けの販売が可能となった。販売にあたっては老舗である虎屋がホールインワンのようなハイカラな菓子を売ることに反対する意見も内外にあった。
販売は、ゴルフボールと同じく、2個を1箱に入れて販売されている。
重さは1個35グラムで、ゴルフボールの約45グラムと比べると、やや軽い。最中の皮の中央には虎屋のマークが刻印されている。また、実際に転がる。
パッケージのデザインはサン・アドが行っている。